# T-Antenne

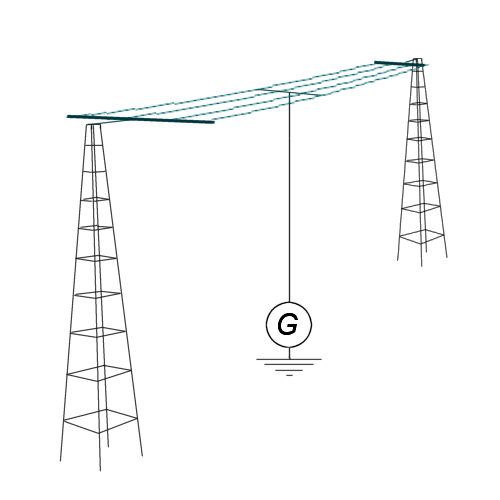
Schema einer elektrisch verlängerten T-Antenne mit Dachkapazität

Die T-Antenne ist die verkürzte obere Dipolhälfte, die untere muss durch ein Erdnetz ersetzt werden.

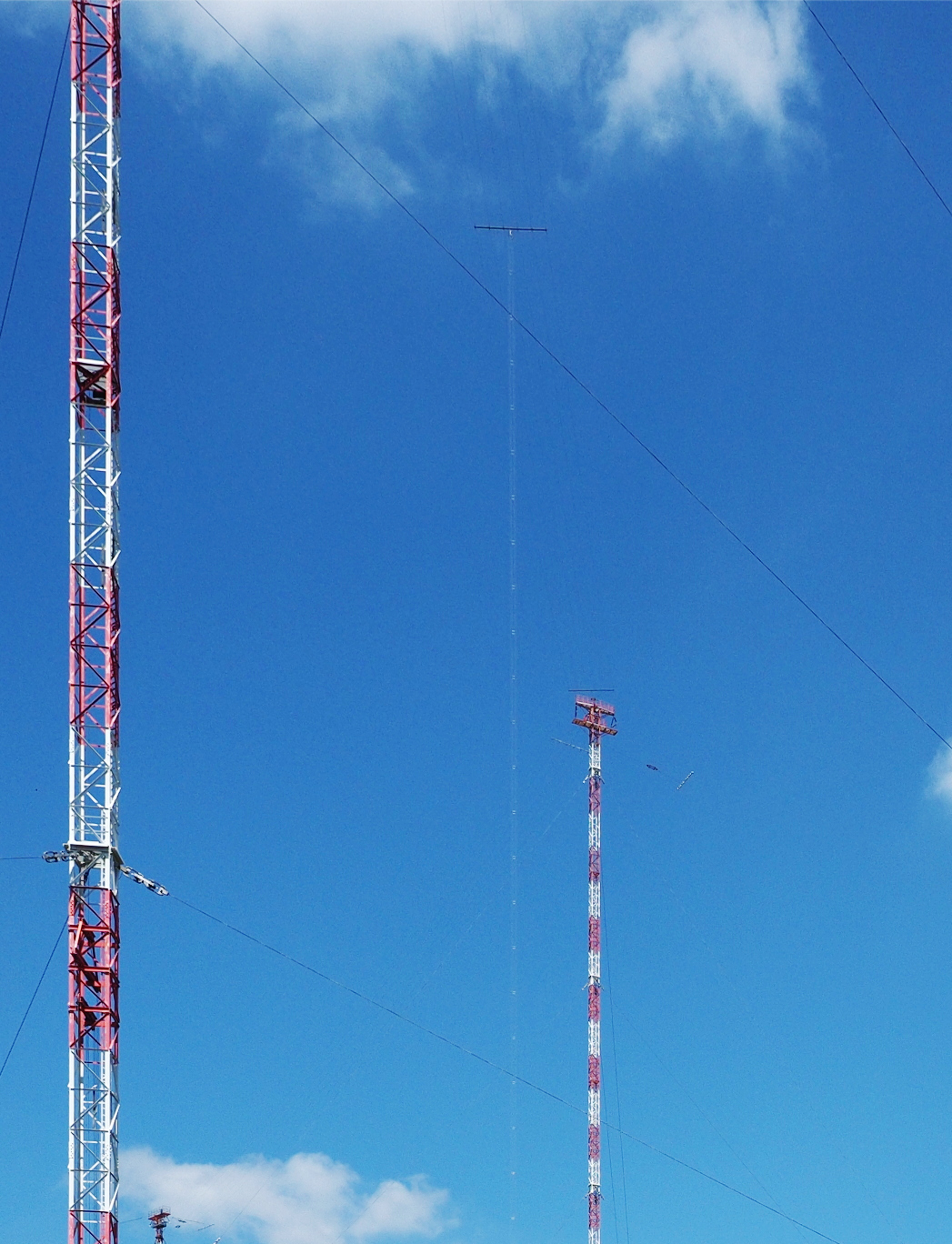
T-Antenne von DCF77. Der vertikale Bündelleiter in der Bildmitte ist der Strahler, die Masten tragen die Dachkapazität aus sechs parallelen Seilen.

Eine T-Antenne ist eine für Längst-, Lang- und Mittelwelle verwendete Sende- oder Empfangsantenne.
Sie besteht aus Drähten (im einfachsten Fall ein Draht), die mit isolierten Enden zwischen zwei Masten oder Türmen aufgehängt und miteinander verbunden sind. In der Mitte zwischen den beiden Tragwerken führt ein Draht herunter zum Sender oder Empfänger. Die aus dieser Anordnung resultierende T-Form prägt den Namen.
Häufig besteht der horizontale Teil der T-Antenne aus mehreren parallel verlaufenden Drähten, um eine höhere Kapazität gegen Erde zu erreichen. Diese enden im Regelfall an einer horizontalen Stange aus Metall, von der mehrere Drähte zum Befestigungsisolator führen. Diese Bauform hat gegenüber einer Konstruktion, bei der – wie bei einer Hochspannungsleitung – jeder horizontale Draht mit einem eigenen Isolator am Tragwerk befestigt ist, den Vorteil einer geringeren Kapazität zwischen Tragwerk und Antenne, was kleinere Verluste bedeutet.

## Anwendungen
Früher erfreuten sich die T-Antenne und auch die Langdrahtantenne großer Beliebtheit für Detektoren- und Volksempfänger und als einfache Antenne für den Amateurfunk. Außerdem wurden T-Antennen häufig als Empfangsantenne für LW- und MW-Rundfunk sowie als Sendeantenne für Radiosender und ungerichtete Flugfunkfeuer in diesem Frequenzbereich verwendet.
Heute werden für diese Anwendungen überwiegend eingesetzt:
- Rahmen- und Ferritantennen für Empfangszwecke
- Reusenantennen und selbststrahlende Sendemasten für Sendezwecke.

## Funktion
Eine T-Antenne ist im Prinzip ein gekürzter Vertikalstrahler (herunterführender Draht) mit einer Dachkapazität. In der Praxis verwendet man keine Einzeldrähte, sondern viele parallele Drähte, um die Dachkapazität zu vergrößern.
Für die Abstrahlung ist im Wesentlichen der Strom im vertikalen Teil verantwortlich. Die Dachkapazität gleicht die Verkürzung des vertikalen Strahlers teilweise (oder ganz) aus (siehe Leitungstheorie). Abweichungen müssen durch ein Anpassnetzwerk (Resonanztransformator) kompensiert werden, damit das gesamte Antennensystem resonant ist und so im vertikalen Draht ein möglichst starker Strom fließt.
Der vertikale Draht mit der Dachkapazität stellt elektrisch die Hälfte eines Halbwellendipols dar, die andere Hälfte wird durch das leitende Erdnetz als „Spiegelung“ erzeugt, weshalb das Erdnetz auch als „Gegengewicht“ bezeichnet wird. Der Erdungswiderstand muss möglichst gering sein, damit die abgestrahlte Leistung nicht verringert wird.
Die ausgesendete Welle ist – wie bei Lang- und Mittelwellen üblich – vertikal polarisiert. Im Empfangsfall verzichtet man meist auf ein Anpassnetzwerk, da die Empfindlichkeit der Rundfunkempfänger genügend hoch ist und man meist verschiedene Frequenzen empfangen will.

## Wirkungsgrad
Der Strahlungswiderstand einer T-Antenne mit sehr großer Dachkapazität beträgt
{\displaystyle R_{R}=80\pi ^{2}\left({\frac {h}{\lambda }}\right)^{2}}
Beispielsweise werden die Zeitzeichen von DCF77 auf 77,5 kHz über eine 220 m hohe T-Antenne abgestrahlt, die einen Strahlungswiderstand von nur 2,55 Ω besitzt.
Der Erdungswiderstand {\displaystyle R_{E}} muss außerordentlich gering sein, um einen praktikablen Wirkungsgrad η der Antenne zu ermöglichen. Sein Wert lässt sich abschätzen durch
{\displaystyle \eta ={\frac {R_{R}}{R_{R}+R_{E}+R_{\text{sonst}}}}\,}
Der Sender erzeugt eine nominelle Leistung von 50 kW, wovon etwa 30 bis 35 kW über die Antenne abgestrahlt werden (entspricht einem Wirkungsgrad von 60 bis 70 %). Ein Teil der Differenz erwärmt das Erdreich um das Erdnetz.
Der Wirkungsgrad hängt davon ab, ob die Tragmaste geerdet oder gegen Erde isoliert sind. Sie sollten eine Höhe von 1/4 der abgestrahlten Wellenlänge λ haben.

## Realisierte Anlagen
| Bezeichnung                       | Land           | Ort         | Sendefrequenz | Höhe der Tragmaste | Abstand der Tragmaste | Bemerkungen                                               |
| --------------------------------- | -------------- | ----------- | ------------- | ------------------ | --------------------- | --------------------------------------------------------- |
| Sender Bod                        | Rumänien       | Bod         | 153 kHz       | 250 m              | 287 m                 | Tragmaste gegen Erde isoliert                             |
| BBC-Sender Droitwich              | Großbritannien | Droitwich   | 198 kHz       | 213 m              | 213 m                 | Tragmaste gegen Erde isoliert                             |
| Sender Mainflingen, Mast XIV / XV | Deutschland    | Mainflingen | 122,8 kHz     | 200 m              | 350 m                 | Tragmaste ursprünglich gegen Erde isoliert, jetzt geerdet |
| Sender Athlone                    | Irland         | Athlone     | 612 kHz       | 100 m              | 232 m                 | Tragmaste gegen Erde isoliert                             |
| DDH47                             | Deutschland    | Pinneberg   | 147,3 kHz     | 99 m               | 250 m                 | Tragmaste geerdet                                         |

## Sonderformen
- Dreieckflächenantenne: 3 T-Antennen, getragen von 3 Masten, die von einem Sender gespeist werden
- Zariya-Antenne: Reihe von T-Antennen, die aus einer Speiseleitung gespeist werden